# Novaki Petrovinski
Novaki Petrovinski je vesnice v Chorvatsku v Záhřebské župě. Je součástí opčiny města Jastrebarsko, od něhož se nachází 2 km jihozápadně. V roce 2011 zde žilo 292 obyvatel.
Sousedními vesnicemi jsou Domagović, Izimje a Volavje, sousedním městem Jastrebarsko.